# Querreti
Querreti (em albanês: Qerret/Qerreti) é uma comuna (em albanês:  komuna) da Albânia localizada no distrito de Puka, prefeitura de Escodra.